# Arhiepiscopia Ortodoxă Română a Europei Occidentale

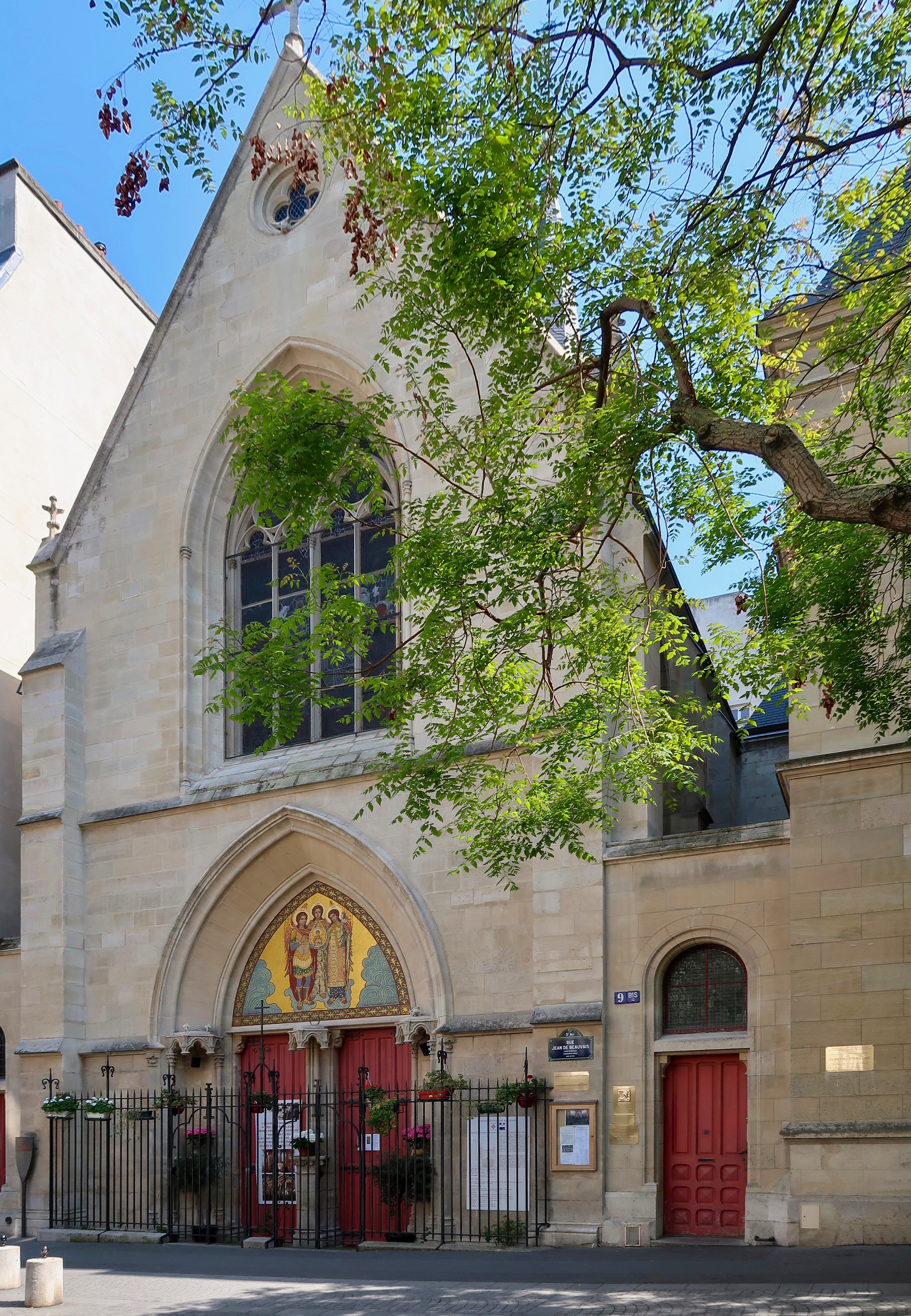
Biserica Sfinții Arhangheli din Paris

Arhiepiscopia Ortodoxă Română a Europei Occidentale este o eparhie a Bisericii Ortodoxe Române, ce are jurisdicție asupra comunităților ortodoxe românești din Franța, Belgia, Olanda, Elveția, Regatul Unit al Marii Britanii și al Irlandei de Nord și Irlanda, fiind o eparhie sufragană a Mitropoliei Ortodoxe Române a Europei Occidentale și Meridionale. Are sediul în Paris (Franța) și este condusă de mitropolitul Iosif Pop.